# Puente de Varsovia
Pont de Varsòvia o Puente de Varsovia (también conocida como El puente de Varsovia) es una película española, dirigida por Pere Portabella en 1989, relacionada con la leyenda urbana del submarinista calcinado.

## Sinopsis
Una profesora (Carme Elías) y un director de orquesta (Francisco Guijar) coinciden en un coctel de alto nivel con un escritor (Jordi Dauder) que ha ganado un importante premio literario gracias a su libro El puente de Varsovia. Un periodista pregunta al escritor de qué va su novela, pero como este no sabe qué responder, decide hacer una lectura completa. 
La historia está abierta entre tres personas de diferentes profesiones y con relaciones afectivas compartidas, interrumpida por un hecho fortuito: el submarinista calcinado que se acaba de encontrar en un bosque quemado.

## Premios

### Premios Sant Jordi de Cine
| Año  | Categoría           | Actor        | Resultado |
| ---- | ------------------- | ------------ | --------- |
| 1990 | Mejor actor español | Jordi Dauder | Ganador   |

- Premio de Cinematografía de la Generalidad de Catalunya a la Mejor actriz (Carme Elías).